# Розбудіть Мухіна!
«Розбудіть Мухіна» (рос. «Разбудите Мухина») — радянський художній комедійний фільм 1967 року, режисера Якова Сегеля.

## Сюжет
Під час лекцій з літератури студент-вечірник Саша Мухін, машиніст метро, спить і бачить сни. У приблизній відповідності до предмету лекцій, він намагається запобігти дуелі Пушкіна з Дантесом, то втручається в події повстання Спартака, то присутній при зреченні Галілея, то зустрічається з людиною з майбутнього і дізнається від неї свою подальшу долю. Всі епізоди переповнені насмішкою над різними штампами і стереотипами. Так, арена римського цирку і те, що відбувається на ній здебільшого копіює сучасні футбольні матчі. Коли головного героя в XVII столітті засилають на безлюдний острів, йому пояснюють, що «сонце, повітря і вода» — вірні засоби від його гріховних прагнень. У той же час в оповіданні фільму чітко простежуються світлі ідеї та ентузіазм періоду «відлиги» 1960-х років, прагнення показати перевагу радянського ладу. Хоча сам герой Шакурова нерішучий і боязкий перед зустріччю з родичами дружини. Всі зустрінуті в «минулому» пані обляччям і ім'ям схожі з його дружиною, а в міру знайомства їх поведінка і мова стає все більш і більш «сучасними». У фіналі, зустрівшись зі своєю дружиною в метро, Мухін бачить на ескалаторі, що їде назустріч, ті ж самі особи, які йому зустрічалися у снах про минуле. А веде поїзд людина із зовнішністю Спартака.

## У ролях
- Сергій Шакуров —  Олександр Олександрович Мухін / людина з майбутнього
- Ліліана Альошнікова —  Ліда / Лідія / Лівія
- Георгій Тусузов —  Аксіній, літній гладіатор
- Микола Рибников —  Олександр Христофорович Бенкендорф, шеф жандармів / Тит Валерій / інквізитор
- Вадим Захарченко —  Микола I
- Іван Рижов —  сенатор / директор / монах-пияк / комірник з монастиря Св. Павла
- Микола Сергєєв —  викладач фізики / Галілей
- Михайло Глузський —  Діоген / Демосфен / скульптор
- Валентина Телегіна —  римлянка / прибиральниця аудиторії
- Світлана Коновалова —  Євгенія Миколаївна, викладачка літератури
- Олександр Палеєс —  Олександр Сергійович Пушкін
- Валерій Козинець —  Спартак / машиніст метропоїду
- Віра Івлєва —  студентка
- Володимир Грамматиков —  студент / римлянин
- Мікаела Дроздовська —  студентка / Наталія Миколаївна Гончарова
- Володимир Ферапонтов —  коментатор гладіаторських боїв
- Леонід Реутов —  студент на лекції
- Любов Бочарова — студентка на лекції

## Знімальна група
- Сценарій: Анатолій Гребнєв,  Яків Сегель
- Режисер:  Яків Сегель
- Оператори: Інна Зараф'ян, Володимир Сапожников
- Композитор:  Мікаел Тарівердієв